# حرب الغواصات
حرب الغواصات هي واحدة من أربعة أقسام للحرب تحت الماء، والأخرى هي الحرب المضادة للغواصات، وحرب الألغام وإجراءات مضادة للألغام .
تتكون حرب الغواصات في المقام الأول من غواصات تعمل بالديزل ونووية باستخدام طوربيدات أو صواريخ أو أسلحة نووية، فضلاً عن معدات الاستشعار المتقدمة لمهاجمة غواصات أو سفن أو أهداف برية أخرى. الغواصات يمكن أن تستخدم أيضا لاستطلاع وهبوط القوات الخاصة وكذلك لردع. تعتمد فعالية حرب الغواصات جزئيًا على الحرب المضادة للغواصات التي تتم استجابة لذلك.

## الحرب الأهلية الأمريكية
بدأ عصر حرب الغواصات خلال الحرب الأهلية الأمريكية. كانت فترة الستينيات من القرن التاسع عشر وقتًا للعديد من نقاط التحول في حيث كيفية خوض الحرب البحرية. تم تطوير العديد من أنواع السفن الحربية الجديدة لاستخدامها في الولايات المتحدة الأمريكية وأسطول الكونفدرالية. كانت الغواصات المائية من بين السفن التي تم إنشاؤها حديثًا. حدثت أو عملية إغراق لسفينة من سفن العدو من غواصة في 17 فبراير 1864، عندما أغرقت الغواصة الكونفدرالية H. L. Hunley السفينة USS Housatonic في ميناء تشارلستون في ساوث كارولينا. بعد ذلك بوقت قصير، غرقت الغواصة HL Hunley وفقدت طاقمها المكون من ثمانية أفراد.

## الحرب العالمية الأولى
حرب الغواصات في الحرب العالمية الأولى كانت في المقام الأول معركة بين الغواصات الألمانية والهنغارية النمساوية ضد قوافل الإمداد المتجهة إلى المملكة المتحدة وفرنسا وروسيا. أجرت الغواصات البريطانية وقوات الحلفاء عمليات واسعة في بحر البلطيق وشمال البحر الأبيض المتوسط والبحر الأسود إلى جانب المحيط الأطلسي. جرت بعض هذه العمليات خارج المسرح الأوروبي الأطلسي الأوسع. هجمات الغواصات الألمانية على السفن التجارية الحليفة، وخاصة غرق <i id="mwMA">لوسيتانيا</i>، حولت الرأي العام الأمريكي ضد القوى المركزية. طالبت الولايات المتحدة بالتوقف، وألمانيا أمتثلث لذلك. جادل الأدميرال هنينج فون هولتزندورف ( 1853-1919 ) بنجاح في يناير 1917 لاستئناف الهجمات وبالتالي تجويع البريطانيين. أدركت القيادة العليا الألمانية أن استئناف حرب الغواصات غير المقيدة يعني الحرب مع الولايات المتحدة ولكن حسبت أن التعبئة الأمريكية ستكون بطيئة للغاية لمنع النصر الألماني على الجبهة الغربية. ولعبت دورًا كبيرًا في دخول الولايات المتحدة الحرب في أبريل 1917.

## الحرب العالمية الثانية
في الحرب العالمية الثانية، تم تقسيم حرب الغواصات إلى منطقتين رئيسيتين - الأطلسي والمحيط الهادئ. كان البحر الأبيض المتوسط منطقة نشطة للغاية لعمليات الغواصات. كان هذا ينطبق بشكل خاص على البريطانيين والفرنسيين، وكذلك الألمان. شارك الإيطاليون أيضًا، لكنهم حققوا أعظم نجاحاتهم باستخدام غواصات قزمية وطوربيدات بشرية.

### المحيط الأطلسي

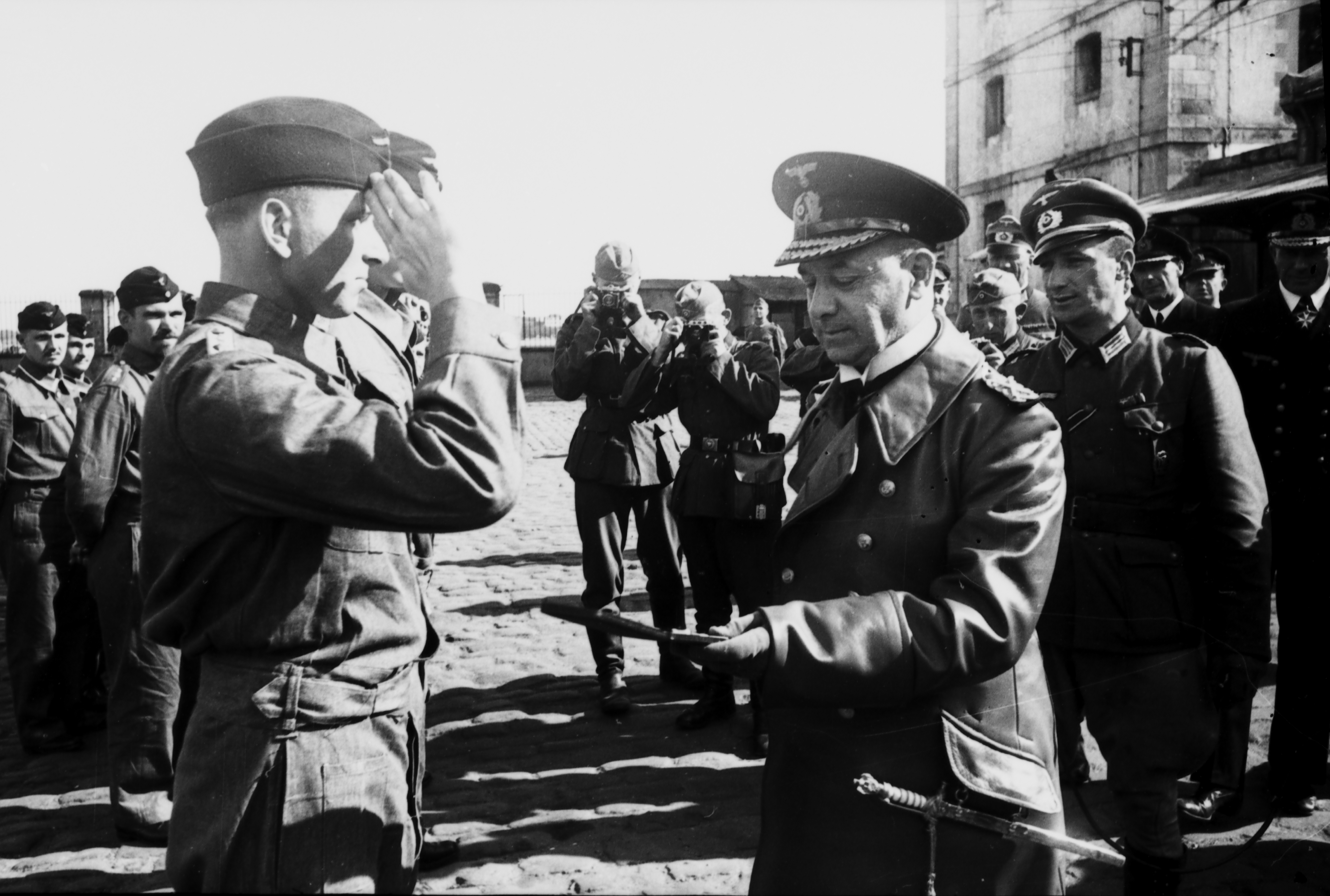
الأدميرال الكبير إريك رايدر مع أوتو كريتشر (يسار)، كان أنجح قائد غواصات ألماني، أغسطس 1940

سعت الغواصات الألمانية في المحيط الأطلسي إلى مهاجمة قوافل الحلفاء، كان هذا الجزء من الحرب يذكرنا بالجزء الأخير من الحرب العالمية الأولى. وكانت الغواصات البريطانية نشطة أيضًا، خاصة في البحر المتوسط وقبالة سواحل النرويج ضد سفن وغواصات المحور الحربية والشحن التجاري.
في البداية، أمر هتلر غواصاته بالالتزام بالقواعد، ولكن تم سحب هذا التقييد في ديسمبر 1939. على الرغم من أن الهجمات الجماعية التي شنتها الغواصات قد نفذت في الحرب العالمية الأولى، إلا أن «الزمر الذئبية» كانت تكتيكًا أساسيًا استخدمته غواصات يو في الحرب العالمية الثانية. الخطوات الرئيسية في هذا التكتيك كانت كما يلي:
- تم توزيع عدد من غواصات يو عبر المسارات المحتملة التي تسلكها القوافل.
- الغواصة التي تشاهد قافلة تشير إلى مسارها وسرعتها لقيادة البحرية الألمانية.
- سوف تستمر الغواصة بمراقبة القافلة وتبلغ عن أي تغييرات بالطبع.
- أما بقية المجموعة من الغواصات فتتجه بعد ذلك إلى مكان الغواصة الأولى.
- عندما تتجمع الغواصات، سيتم شن هجوم منسق على السطح ليلا.
- عند الفجر، سوف تنسحب الغواصات تاركة ظلال، وتستأنف الهجوم عند الغسق.

مع الزيادة اللاحقة في السفن الحربية ومرافقة الطائرات للقوافل، أصبحت خسائر الغواصات غير مقبولة. فقدت العديد من غواصات يو، والقادة ذوي الخبرة معها.

### المحيط الهادي
في المحيط الهادئ، انعكس الوضع حيث كانت الغواصات الأمريكية تتعقب الشحن البحري الياباني. بحلول نهاية الحرب، كانت الغواصات الأمريكية قد دمرت أكثر من نصف جميع السفن التجارية اليابانية،  بأكثر من خمسة ملايين طن حمولة. شاركت الغواصات البريطانية والهولندية أيضًا في الهجمات على السفن اليابانية، معظمها في المياه الساحلية. كانت الغواصات اليابانية ناجحة في البداية، حيث دمرت حاملة طائرات تابعة لأسطول الولايات المتحدة وطراد وعدة سفن أخرى. ومع ذلك، بعد عقيدة ركزت على مهاجمة السفن الحربية، بدلاً من التجارية الأكثر ضعفًا، أثبت الأسطول الياباني الأصغر عدم فعاليته على المدى الطويل، بينما تعرض لخسائر فادحة عندما اتخذ الحلفاء إجراءات مضادة للغواصات. عملت غواصات إيطالية وغواصة ألمانية واحدة  في المحيط الهادئ، ولكنها لا تكفي أبدًا لتلعب دورا مهمًا، حيث كان موقع اليابان البعيد مشكلة لتلقي مساعدة من حلفائها.

### مناطق أخرى

#### المحيط الهندي
عملت الغواصات اليابانية في المحيط الهندي، مما أجبر الأسطول البريطاني على الانسحاب إلى الساحل الشرقي لأفريقيا. بعض الغواصات الألمانية والإيطالية عملت في المحيط الهندي، لكنها لم تكن كافية للعب دور مهم.

## بعد الحرب العالمية الثانية
منذ الحرب العالمية الثانية، شهدت الحروب مثل الحرب الكورية والحرب الهندية الباكستانية عام 1971 وحرب فوكلاند استخدام محدود للغواصات. استخدمت صواريخ الهجوم البري التي أطلقتها غواصات ضد العراق وأفغانستان. مع هذه الاستثناءات توقفت حرب الغواصات بعد عام 1945. ومن هنا تطور التفكير الاستراتيجي حول دور الغواصات بشكل مستقل.
أدى ظهور الغواصة التي تعمل بالطاقة النووية في الخمسينيات من القرن الماضي إلى حدوث تغيير كبير في التفكير الاستراتيجي حول حرب الغواصات. هذه الغواصات يمكن أن تعمل بشكل أسرع وأعمق بفترات تحمل أطول بكثير. يمكن أن تكون أكبر وأصبحت منصات إطلاق الصواريخ. رداً على هذا، أصبحت الغواصة الهجومية أكثر أهمية، لا سيما فيما يتعلق بدورها المفترض كصياد قاتل. واستخدمت الولايات المتحدة غواصات نووية مركز للرادار لفترة من الوقت. كان هناك أيضا تقدم كبير في أجهزة الاستشعار والأسلحة.
خلال الحرب الباردة، لعبت الولايات المتحدة والاتحاد السوفيتي ما وصفه بلعبة «القط والفار» لاكتشاف غواصات العدو وحتى تعقبها.

## البعثات الغواصة الحديثة
الغواصة الحديثة هي منصة متعددة الأدوار. يمكن إجراء العمليات العلنية والسرية. في وقت السلم، يمكن أن يكون بمثابة رادع وكذلك لعمليات المراقبة وجمع المعلومات.
في زمن الحرب، يمكن للغواصة أن تقوم بعدد من المهمات منها:
- المراقبة وجمع المعلومات
- توصيل البيانات
- هبوط قوات العمليات الخاصة
- الهجوم على أهداف برية (إطلاق أول صاروخ كروز من الباطن، حرب الخليج، USS Louisville ، يناير 1991) [5]
- حماية فرق العمل والشحن التجاري